# إيفان هوستي
إيفان هوستي هو لاعب كرة قدم ومدرب كرة قدم بلجيكي في مركز الهجوم، ولد في 8 ديسمبر 1952 في تونغرين في بلجيكا. شارك مع منتخب بلجيكا لكرة القدم. أما مع النوادي، فقد لعب مع كيه في ميخيلين.

## وصلات خارجية
- إيفان هوستي على موقع الاتحاد البلجيكي (الإنجليزية)
- إيفان هوستي على موقع قاعدة بيانات كرة القدم.إي يو (الإنجليزية)